# Obniżenie Kudowy
Obniżenie Kudowy lub Obniżenie Kudowskie – mikroregion w południowo-zachodniej Polsce, w Sudetach Środkowych. Wchodzi w skład mezoregionu Pogórza Orlickiego.

## Położenie
Obniżenie Kudowy położone jest w południowo-zachodniej Polsce na wysokości od 400 do 480 m n.p.m., w zachodniej części Ziemi Kłodzkiej, pomiędzy Górami Stołowymi na północnym wschodzie a Wzgórzami Lewińskimi na południowym wschodzie. Te ostatnie oddzielają Obniżenie Kudowy od Obniżenia Dusznickiego.

## Opis
Obniżenie Kudowskie jest zapadliskiem tektonicznym, które między zrębami ma charakter rowu tektonicznego wypełnionego osadami morza trzeciorzędowego. Obniżenie to płaska słabo zaklęśnięta forma terenu o kształcie wydłużonego rombu z wyraźnie wykształconym dnem, otoczona z trzech stron górami: od północy otoczona jest górskimi gęstymi dolnoreglowymi lasami mieszanymi i skalistymi formacjami stoliwa Gór Stołowych, od wschodu Wzgórzami Lewińskimi i od południa wzniesieniami należącymi do pasma Gór Orlickich. Kotlina od zachodu od strony Wielkiej Kotliny Czeskiej jest otwarta, dzięki czemu znajduje się pod jej wpływem klimatycznym.  Obniżenie jest średnio zagospodarowane. Znaczna część powierzchni jest zalesiona a niewielką część zajmują łąki i pola uprawne. Przez całą długość doliny prowadzą dwa szlaki komunikacyjne malowniczy szlak kolejowy i droga nr 8. W obrębie obniżenia położonych jest dziewięć czynnych źródeł wód mineralnych wśród nich są źródła : "Jędrzej Śniadecki","Leon Marchlewski", "Stanisław Moniuszko", "Górne" i "Gazowe".

## Budowa
Dolina powstała w skałach osadowych stoliwa dolnego poziomu wyniesienia, zbudowanego z nieprzepuszczalnych górno kredowych margli. Obniżenie Kudowy wypełniają górnokredowe margle ilaste i krzemionkowe z wsadami wapieni i czerwonego granitu. Utwory te powstały z osadów istniejącego tu w okresie kredowym płytkiego morza. W znacznie mniejszej, śladowej ilości, w okolicach Kudowy, występują najstarsze prekambryjskie łupki łyszczykowe, granity, oraz piaskowce, łupki ilaste i zlepieńce karbońskie.

## Topografia
Obniżenie usytuowana jest na linii północny zachód, południowy wschód. Jest to tzw. kierunek sudecki, typowy dla większości pasm w Sudetach, uwarunkowany specyficznymi procesami geologicznymi, a szczególnie tektonicznymi. Prawie cały główny masyw Gór Stołowych położony jest w obrębie Śródsudeckiej strefy ścinania. Uskok ramowy przesuwa się na wschód i na obszarze przedgórza tworzy podłużne obniżenie wyznaczając południową granicę rowu tektonicznego Obniżenia Kudowy równoległą do Śródsudeckiej strefy ścinania.

## Krajobraz
Krajobraz obniżenia uwarunkowany jest budową i długą przeszłością geologiczną, przedstawia krajobraz niskich gór i wysoczyzn z wyraźnie zaznaczonymi wzniesieniami. Szczyty są kopulaste, zalesione, z wyraźnym podkreśleniem stromych zboczy. Obszar średnio zaludniony i słabo zalesiony poza wzniesieniami, jest bardzo urozmaicony, cały obszar jest pagórkowaty i poprzecinany dolinami rzek na kilka segmentów. Większość obszaru zajmują łąki i użytki rolne. Krajobraz w większości przeobrażony znacznie zurbanizowany. Pierwotny podgórski charakter krajobrazu został zachowany w najmniej zaludnionych częściach.

## Wody
Obniżenie położone jest za wododziałowymi grzbietami Gór Orlickich, Wzgórz Lewińskich i Gór Stołowych w dorzecza Łaby, należy do zlewiska Morza Północnego. Przez Obniżenie przepływają rzeki Czermnica, Bystra, Kudowski Potok.

## Flora
Na obszarze obniżenia występuje flora i fauna obszarów łąkowych występująca w Górach Stołowych. Obok pospolitych roślin. W większości dolinę porasta monokultura świerka, a naturalnie występującymi drzewami są jawor, grab, wiąz, buczyna zajmują one niewielką powierzchnię w wyniku wcześniejszej złej gospodarki leśnej.

## Fauna
Świat zwierzęcy nie różni się specjalnie od innych części Sudetów. Z większych zwierząt mają tu swoje siedliska; jeleń, sarna i dzik. Z mniejszych ssaków występuje tu,  lis, borsuk, popielica i orzesznica. W zróżnicowanym dla Sudetów, świecie ptaków na terenie wzgórz występuje:jarząbek, włochatka zwyczajna, sikora sosnówka, mysikrólik, pliszka górska, rudzik, krzyżodziób świerkowy, kilka gatunków jastrzębi. W pobliżu potoków występuje salamandra plamista, na nasłonecznionych i wilgotnych miejscach występuje żmija zygzakowata. Na polsko-czeskiej granicy swoją ostoję ma muflon, gatunek górskiej owcy sprowadzony z Korsyki i aklimatyzowany w Sudetach.

## Klimat
Obniżenie Kudowskie posiada najbardziej łagodny w Sudetach klimat bodźcowy zaliczany do klimatu podgórskiego charakteryzujący się niezbyt upalnym latem i łagodną zimą. Najważniejszym czynnikiem warunkującym rodzaj aury jest położenie geograficzne zapewniające osłonę przed północno-wschodnimi wpływami klimatycznymi. Wyraźnie wpływa na to odpowiednie wzniesienie obniżenia jak i duża ilość terenów zalesionych. Poza tym badania aury wskazują na silny wpływ oceanicznego klimatu Europy Zachodniej. Przejawia się on w postaci łagodniejszej zimy, nieco chłodniejszego lata i zwiększonej ilości opadów atmosferycznych. Wskutek ukształtowania geograficznego największa ilość wiatrów wieje z kierunków zachodnich, przy czym dużą rolę odgrywa fen, czyli sudecki wiatr halny. Według prof. Aleksandra Kosiby najwięcej fenów przypada na jesień i przedzimie, najmniej na lato. W swych skutkach prowadzą do powstania słonecznej pogody.

## Działalność człowieka
Ingerencja człowieka na obniżenie nastąpiła bardzo wcześnie, o czym świadczą stare dokumenty, już w średniowieczu przez obniżenie poprowadzono szlaki handlowe. Największa degradacja obniżenia nastąpiła na przełomie XIX i XX wieku. W wyniku działalności człowieka na obszarze obniżenia nastąpiła duża zmiana cech kulturowych i urbanistycznych, teren obniżenia wykorzystano, jako obszary rekreacyjno uzdrowiskowe.

## Inne
Obniżenie Kudowskie otoczona lasami, stanowi uroczy zakątek Ziemi Kłodzkiej obfitujący w malownicze krajobrazy. Atrakcyjne ukształtowanie terenu jak i bogactwo pobliskich, niezwykle rzadkich form skalnych, klasyfikują ten region do osobliwości europejskich.

## Miejscowości
- Kudowa-Zdrój, Czermna, Jeleniów